# NGC 596
NGC 596 (również PGC 5766) – galaktyka eliptyczna (E), znajdująca się w gwiazdozbiorze Wieloryba. Odkrył ją William Herschel 13 grudnia 1783 roku.